# Ilam District
Ilam District  Listen ?er et af Nepals 75 administrative og politiske regioner, betegnet distrikter (lokalt betegnet district, zilla, jilla el. जिल्ला). Ilam er et distrikt i bakkeområdet Middle Hills, som ligger i Mechi Zone i Eastern Development Region.
Ilam areal er 1703 km² og der boede ved folketællingen 2001 i alt 282806 og i 2007 315894 i distriktet. Distriktets politiske organ District Development Committee er sammensat gennem indirekte valg, med repræsentation fra hver af de 9-17 administrative enheder ilakaer, hvert distrikt er opdelt i. 
Ilam District er endvidere opdelt i 49 udviklingskommuner (lokalt navn: Gaun Bikas Samiti (G.B.S.) el. Village Development Committee (VDC)), hvoraf byer med over 10.000 indbyggere kategoriseres som købstæder (municipalities). 
Ilam District er udviklingsmæssigt – gennem anvendelse af FN og UNDP's Human Development Index – kategoriseret som nr. 11 ud af Nepals 75 distrikter.

## Eksterne links
- Kort over Ilam District
- Ilam District sundhedsprofil – fra FN-Nepal (på engelsk)

## References
1. ↑  "Household and population by districts, Central Bureau of Statistics (CBS) Nepal" (PDF). Arkiveret fra originalen (PDF) 13. februar 2015. Hentet 17. april 2013.

26°54′N 87°56′Ø / 26.9°N 87.93°Ø